# Яменец (Брянская область)
Яменец — посёлок в Красногорском районе Брянской области России. Входит в состав Любовшанского сельского поселения.

## География
Посёлок находится в западной части Брянской области, в зоне хвойно-широколиственных лесов, в пределах восточной окраины Полесской низменности, вблизи государственной границы с Белоруссией, при автодороге 15Н-1517, на расстоянии примерно 14 км (по прямой) к юго-западу от посёлка городского типа Красная Гора, административного центра района. Абсолютная высота — 148 м над уровнем моря.

### Климат
Климат характеризуется как умеренно континентальный. Среднегодовая многолетняя температура воздуха составляет 10 °С. Средняя температура воздуха самого тёплого месяца (июля) — 23,9 °C (абсолютный максимум — 32 °C); самого холодного (января) — −3,8 °C (абсолютный минимум — −25 °C). Безморозный период длится в среднем 170—190 дней. Среднегодовое количество атмосферных осадков составляет 550—600 мм.

### Часовой пояс
Посёлок Яменец, как и вся Брянская область, находится в часовой зоне МСК (московское время). Смещение применяемого времени относительно UTC составляет +3:00.

## История
До 1954 в Кашковском сельсовете, в 1954-2005 в Верхличском сельсовете.

## Население
| 2010 | 2013 |
| ---- | ---- |
| 2    | ↘1   |

### Национальный состав
110 человек (1979), в национальной структуре населения русские составляли 100 % из 16 человек (2002).

## Катастрофа на Чернобыльской АЭС
В результате аварии на Чернобыльской АЭС 26 апреля 1986 года территория западной части района была загрязнена долгоживущими радионуклидами: плутонием, америцием, строением, цезием.
Согласно постановлению Правительства РФ:
III. Зона проживания с правом на отселение
- Любовшанское сельское поселение — пос. Яменец